# Чимабуэ
Чимабу́э (итал. Cimabue; настоящее имя — Ченни ди Пепо (итал. Cenni di Pepo); около 1240 — около 1302) — флорентийский живописец, один из главных мастеров итальянской живописи периода проторенессанса.

## Биография
Настоящее имя — Ченни ди Пепо. Прозвище Чимабуэ, означающее «быкоголовый», он получил за упрямство и несговорчивый характер. Сохранился отзыв о Чимабуэ одного из комментаторов Данте, отмечавшего требовательность художника к себе: «если кто-либо указывал в его работе на ошибку или недостаток или если он сам замечал таковые (ведь часто случается, что художник совершает погрешность из-за изъяна в материале, в котором он работает, или же из-за неправильности в инструменте, которым он пользуется), то немедленно бросал эту работу, как бы дорога она ни была ему».
Чимабуэ происходил из знатной семьи Гвальтьери (итал. Gualtieri) и родился во Флоренции примерно в 1240 году. Традиционно считалось (по Вазари), что обучение он проходил там же у византийских живописцев, приглашённых для росписи капеллы Гонди в Санта-Мария-Новелла, однако церковь только основали в 1279 году, когда Чимабуэ было около сорока лет и он уже был известным мастером. Джорджо Вазари рассказывает о том, как Мадонну Ручеллаи, в XV веке считавшуюся работой Чимабуэ, пронесли по улицам Флоренции под приветственные крики горожан. Что Чимабуэ случайно увидел Джотто, рисующего на камне овцу, восхитился его талантом и стал его учителем.
«Жизнеописание» Вазари написано через триста лет, достоверность сведений, им изложенных, сомнительна.
Документально подтверждённых фактов о Чимабуэ практически нет. Известно, что в 1272 году он был в Риме, в 1296 году Чимабуэ расписывал храм в Ассизи. Последний документ фиксирует пребывание художника в Пизе в 1301 году.
Соответственно, его смерть датируется не ранее 1302 года. Захоронен в Санта-Мария-дель-Фьоре, эпитафия на его плите гласит:

Думал Чимабуэ, что овладел твердынею живописи.

Да, при жизни он ею овладел; теперь же владеет звездами в небе.
Оригинальный текст (лат.)
Credidit ut Cimabos picturae castra tenere

Sic tenuit vivens; nunc tenet astra poli.

Данте пишет о художнике в «Божественной комедии» («Чистилище», XI, 94-96):

Кисть Чимабуэ славилась одна,

А ныне Джотто чествуют без лести,

И живопись того затемнена.
Оригинальный текст (итал.)
Credette Cimabue ne la pittura

tener lo campo, e ora ha Giotto il grido,

sì che la fama di colui è scura.

## Работы

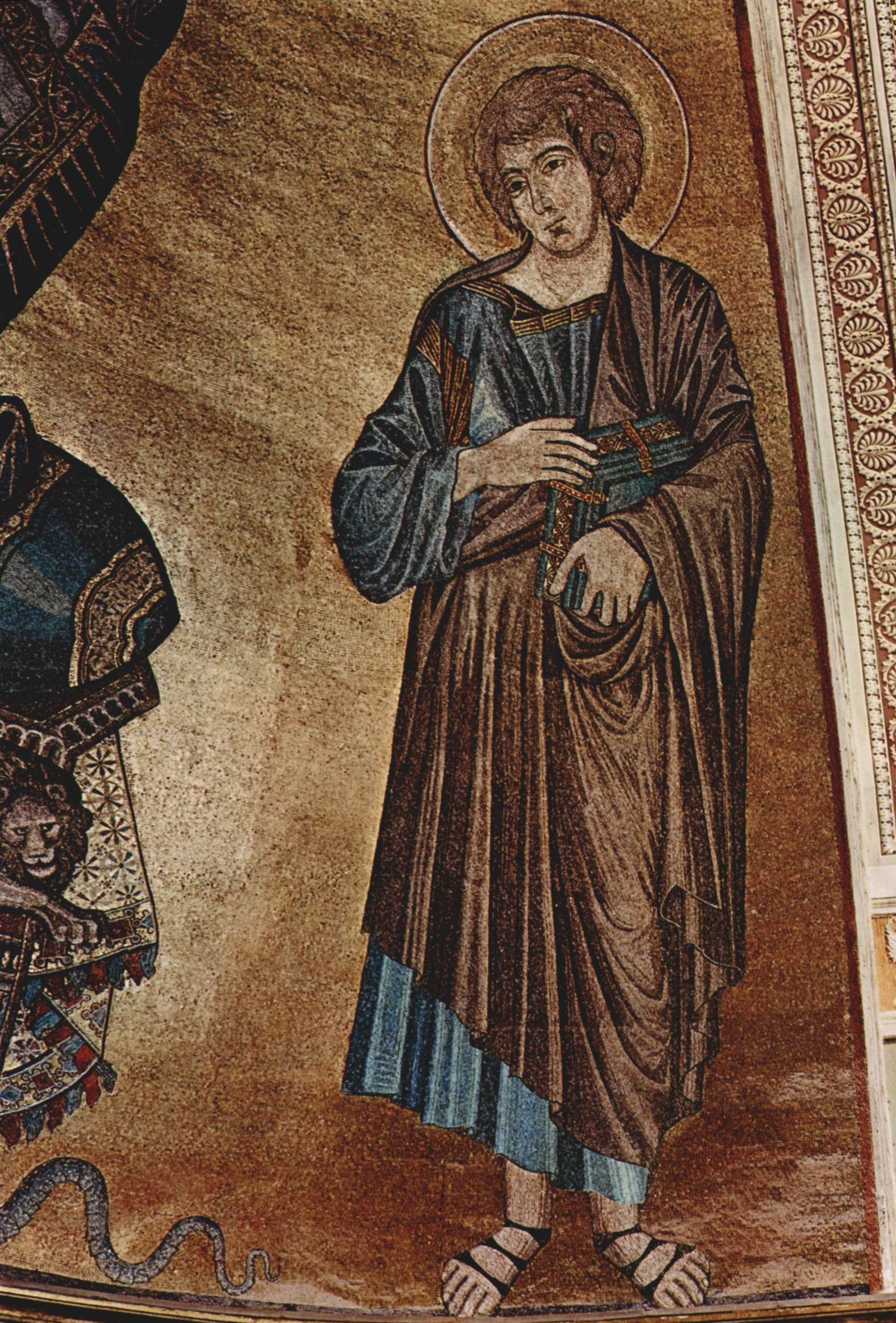
Иоанн Богослов, Пиза.
Сохранившимися счетами подтверждено авторство Чимабуэ.

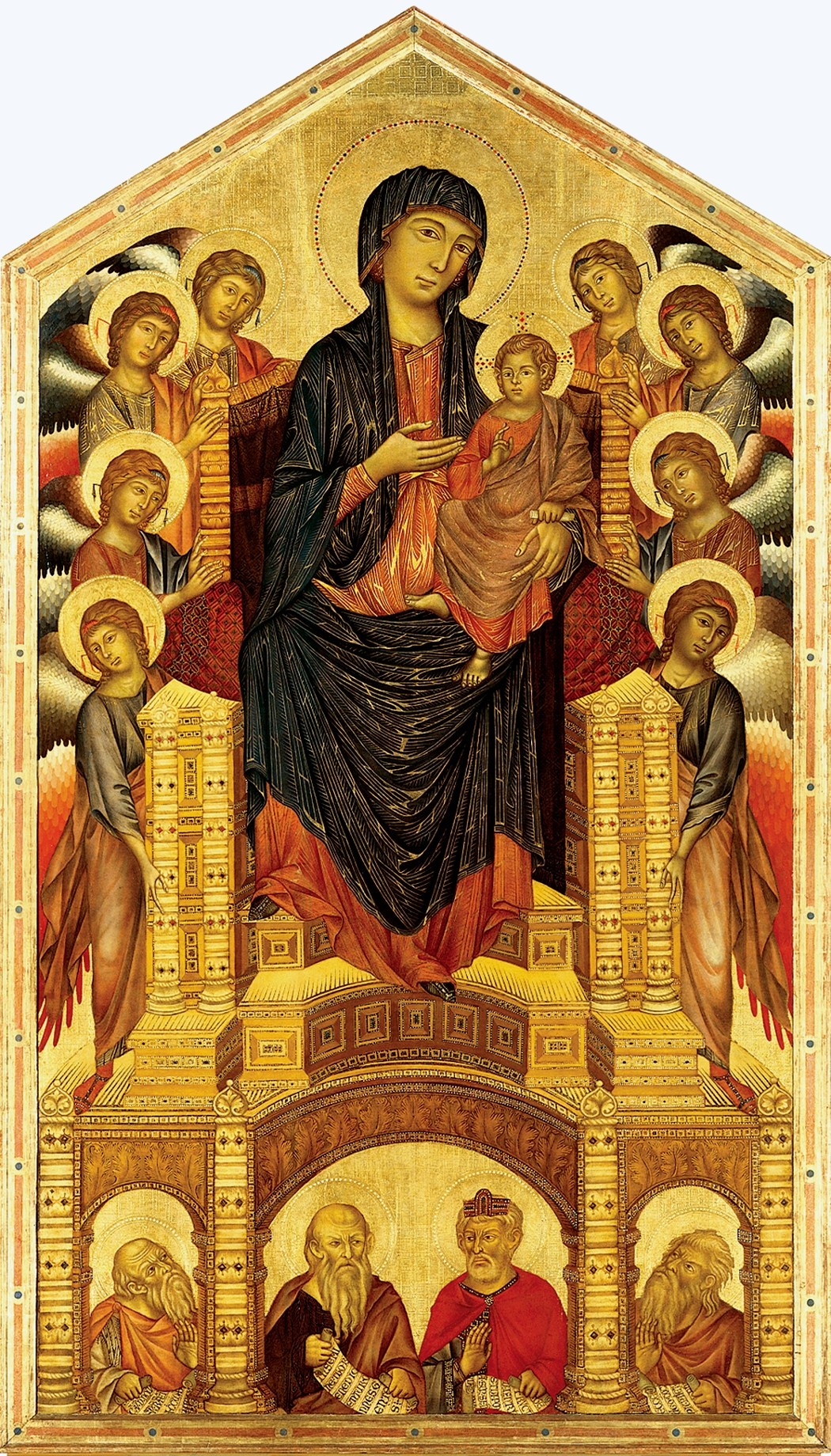
Маэста (Величание Мадонны)
Алтарный образ церкви Санта-Тринита. Ок. 1290 г. Дерево, темпера. Уффици
, Флоренция.

Документально подтверждено авторство Чимабуэ для мозаики, изображающей св. Иоанна Богослова (апсида собора в Пизе), которая сильно реставрирована и не подходит для сопоставления с живописными работами из-за разницы в технике. Для атрибутирования используют стилистическое сопоставление с двумя практически достоверными работами Чимабуэ: «Маэста» из церкви Санта Тринита (св. Троицы) во Флоренции, хранящаяся теперь в Уффици, и детали фресок в церкви Сан-Франческо в Ассизи.
Впервые автором фресок в Сан-Франческо Ассизи Чимабуэ назвал Вазари. Позднейшие исследователи считают доказанным авторство Чимабуэ над большей частью фресок, что приписывал художнику Вазари. Под вопросом остаётся лишь время их создания. Последовательность выполнения росписей была восстановлена при исследовании в 1980 году швов (вульстов), разделяющих дневную норму, которую мастер выполнял, пока штукатурка оставалась сырой.
Стилистическое сходство с Распятием обнаруживают несколько образов, отличающихся большой внутренней силой и экспрессией. В Верхней церкви в Ассизи стиль Чимабуэ определяется в большинстве фресок хора и трансепта. Росписи потемнели от сырости и окисления использованных художником свинцовых белил. Среди них: сцены Апокалипсиса, Успение и Прославление Богоматери, чудеса и мученичество апостолов Петра и Павла и второе большое Распятие, сейчас почти полностью утраченное. В правом крыле трансепта Нижней церкви Сан-Франческо в Ассизи находится грубо прописанная фреска с изображением Мадонны на троне и Св. Франциска. В настоящее время почти полностью утрачена живописная пластика росписей. О том, насколько «яркими, сияющими» были краски вначале, свидетельствуют лишь достаточно хорошо сохранившиеся орнаментальные росписи сводов, трифориев (частично) и медальоны южной части трансепта. Тем не менее даже при неудовлетворительном состоянии фресок отчетливо прослеживается их тесная связь с архитектурой церкви и точность организации каждого эпизода композиции.
Самой известной работой Чимабуэ, исполненной в технике темперной живописи, является большая Мадонна на троне (написанная для церкви Санта-Тринита во Флоренции, сейчас — в галерее Уффици.) Два деревянных Распятия, приписываемых Чимабуэ, находятся в церкви Сан Доменико в Ареццо и в музее Санта-Кроче во Флоренции. Возможно, ещё одна его работа — полиптих из Вашингтонской Национальной галереи, но это мнение не является общепринятым.
Единственная работа Чимабуэ, когда-либо проданная на аукционе, — миниатюрное «Осмеяние Христа». Картина висела на кухне 90-летней французской пенсионерки из Компьеня, которая видела в ней русскую икону. При распродаже её имущества на провинциальном аукционе в Санлисе картина была продана за 19,5 млн евро (24 млн евро с учётом вознаграждения аукционистов), став самым дорогим произведением средневекового искусства в истории. Искусствоведы предполагают, что это часть диптиха 1280 года, состоявшего из восьми сцен, изображающих Страсти Христовы. Ранее сохранившимися считались только два изображения, одно хранится в лондонской Национальной галерее, второе — в Коллекции Фрика в Нью-Йорке.

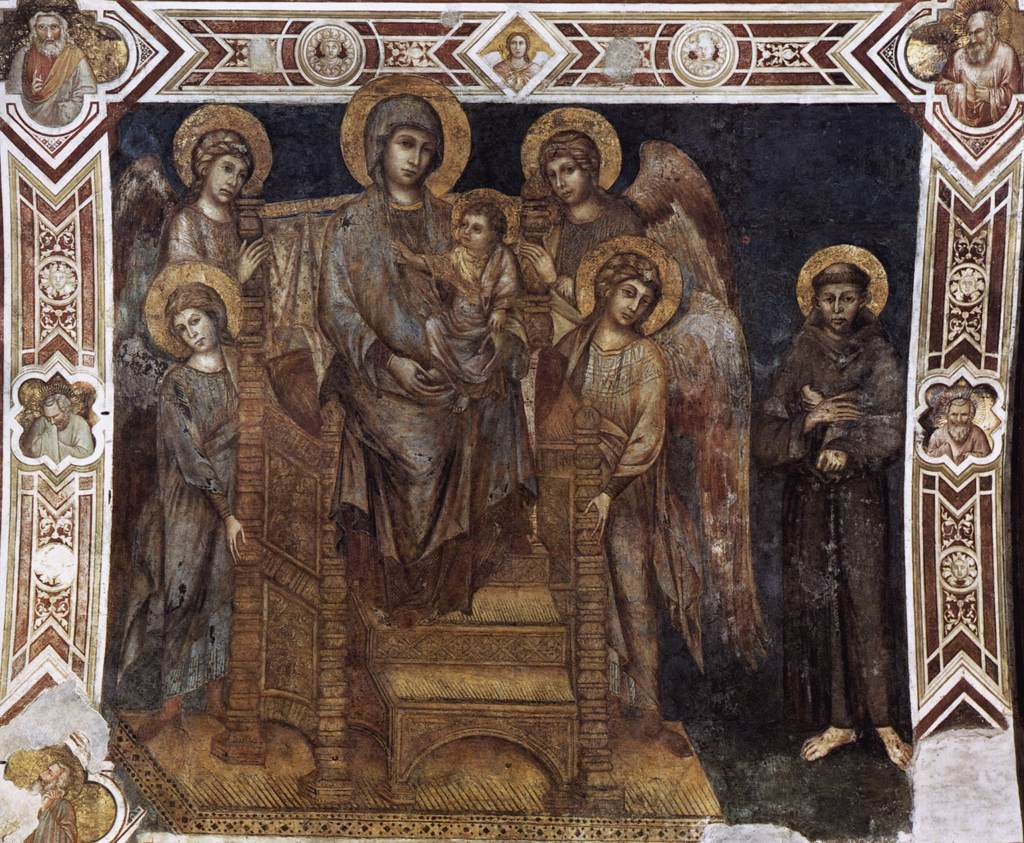
Мадонна. Трансепт нижней церкви Сан-Франческо в Ассизи
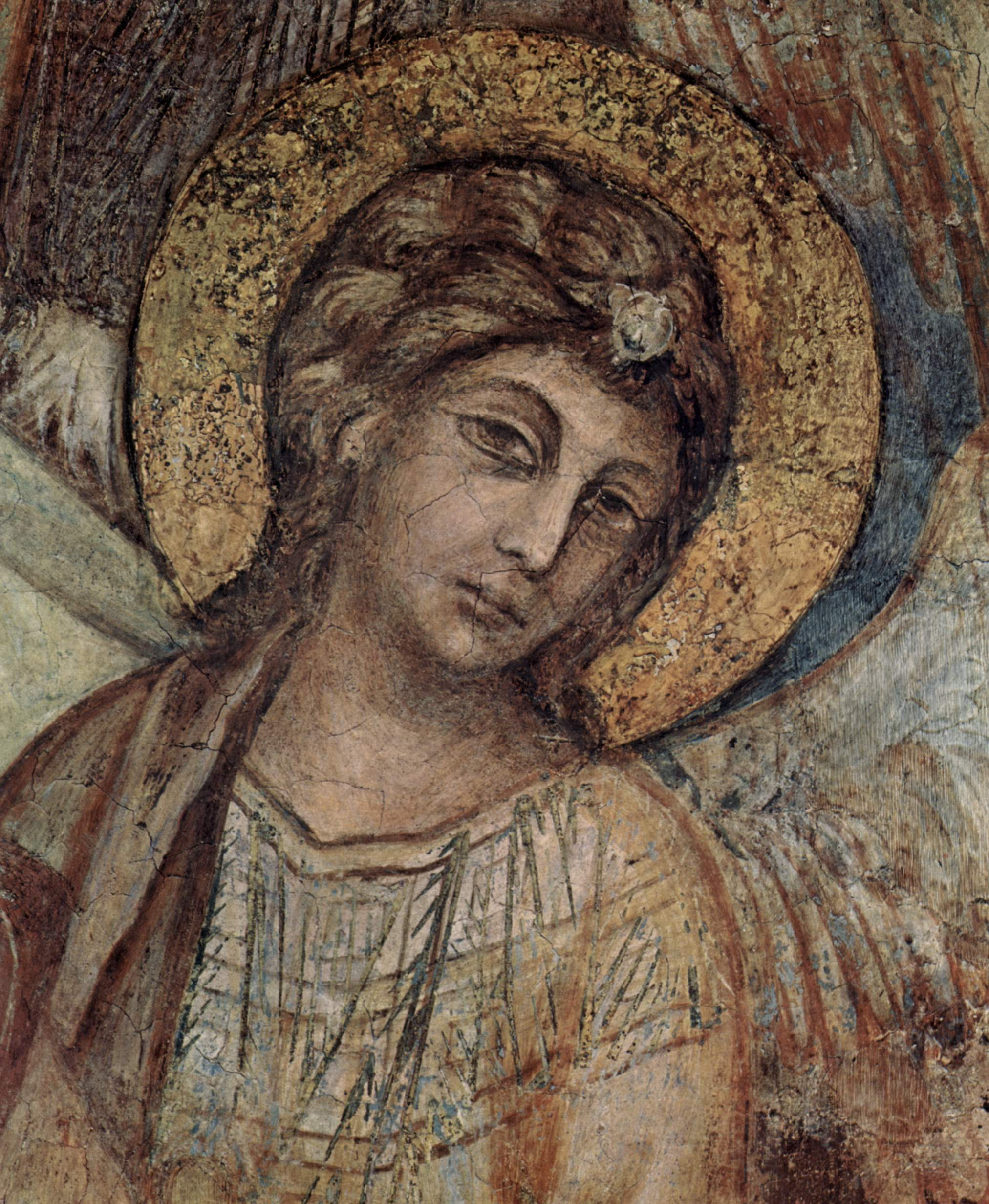
Ангел, деталь фрески Мадонна. Трансепт нижней церкви Сан-Франческо в Ассизи
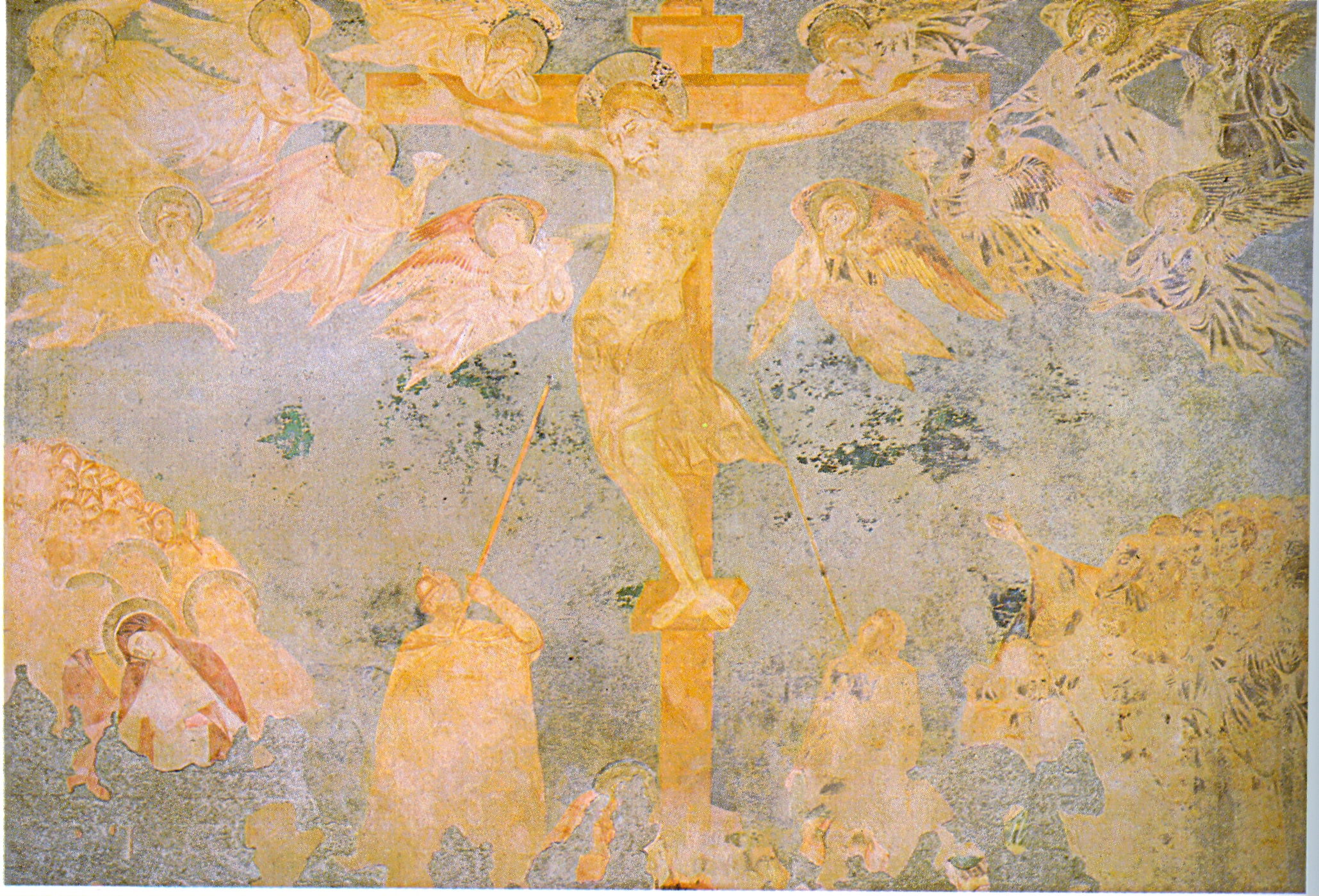
Распятие, Левый трансепт верхней церкви Сан-Франческо в Ассизи
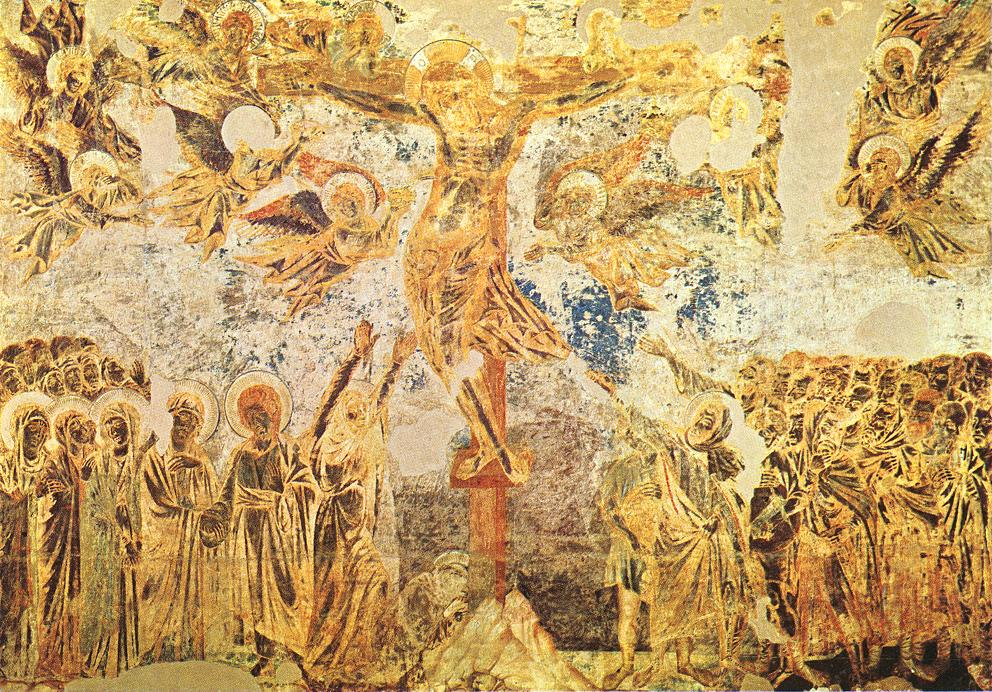
Распятие, Правый трансепт верхней церкви Сан-Франческо в Ассизи

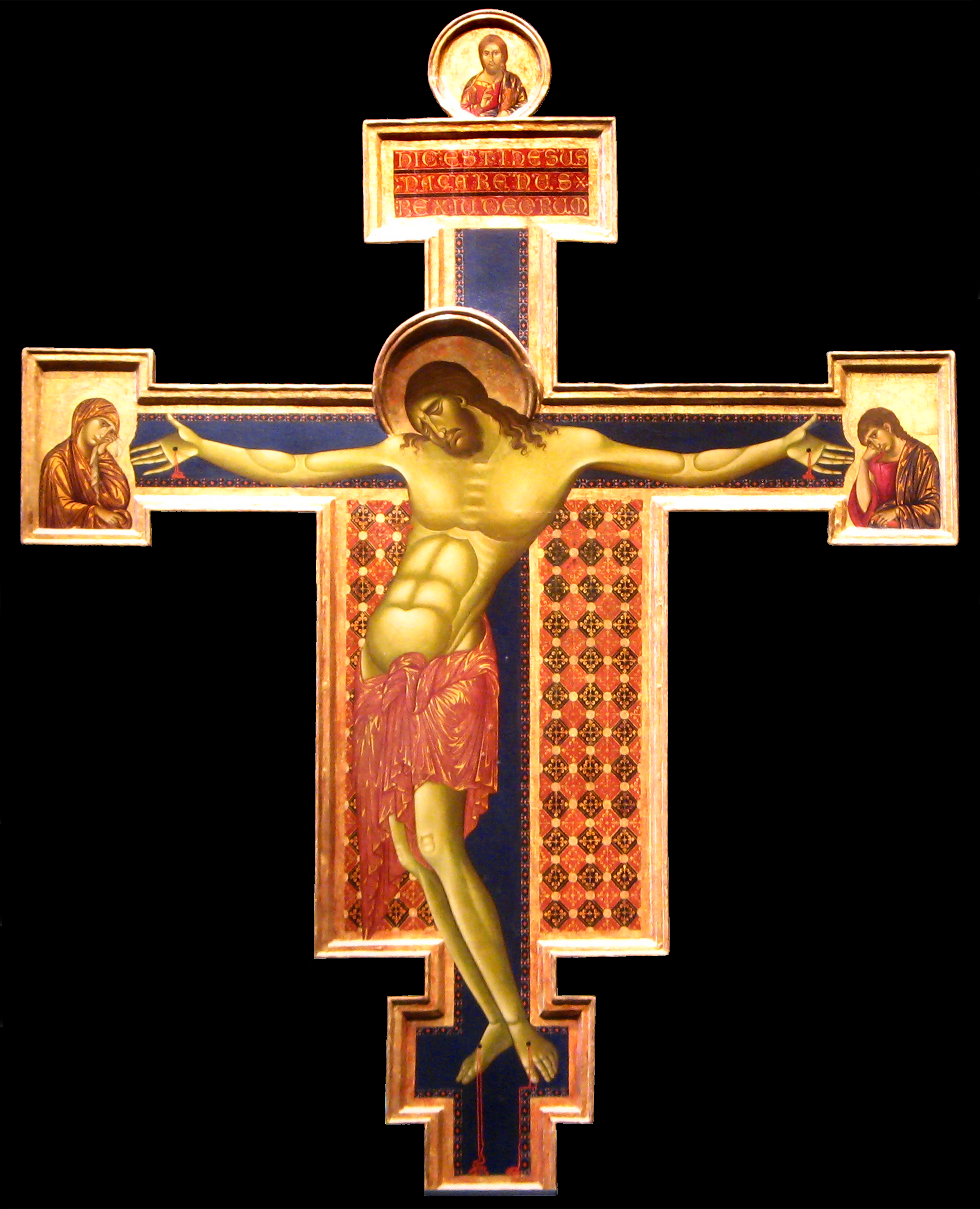
Расписной крест Базилика Сан-Доменико, Ареццо
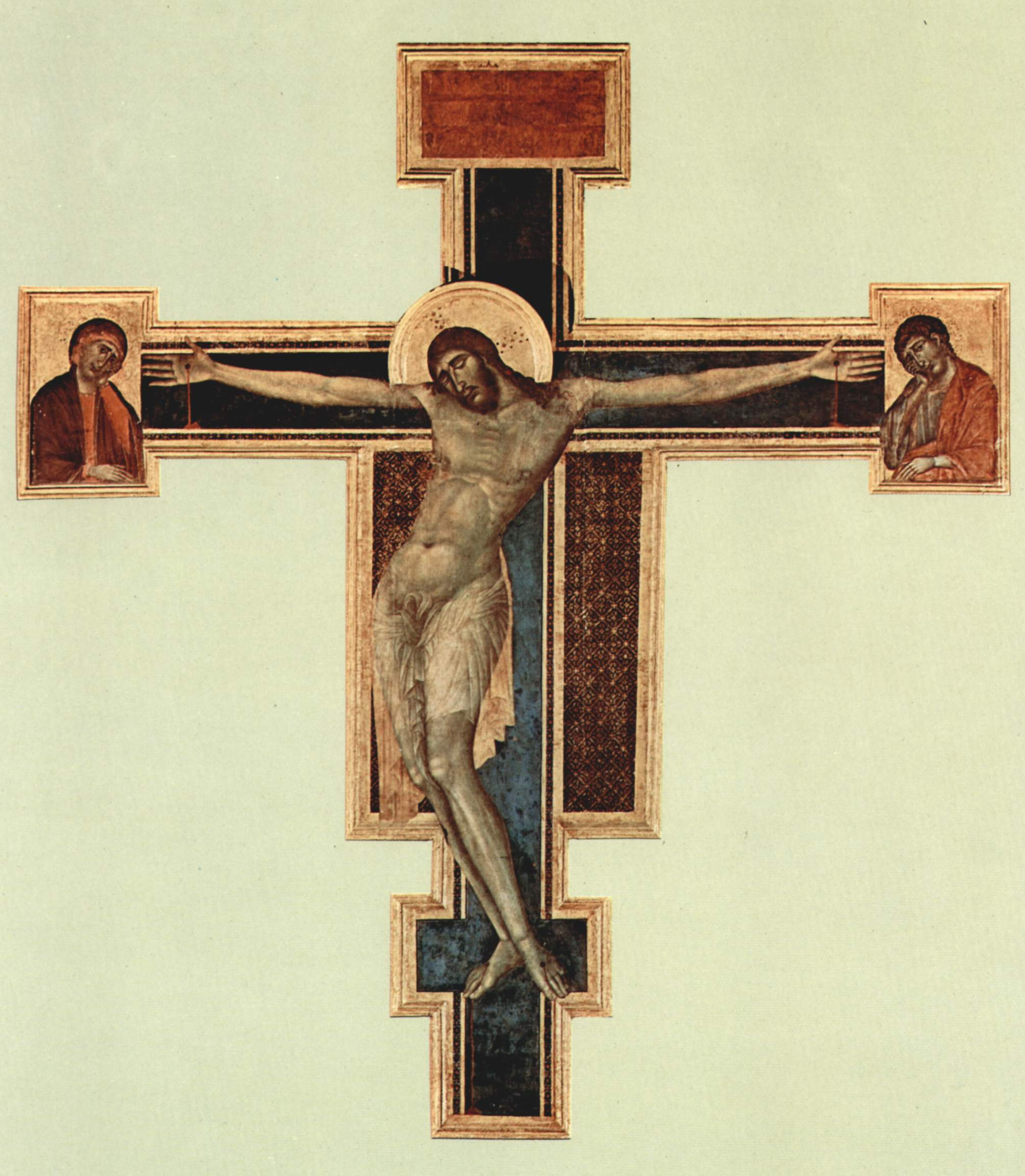
Расписной крест Санта-Кроче, Флоренция
Мадонна с ангелами, Лувр

## Творчество
Итальянскую живопись до Чимабуэ назвали византийской, подчёркивая не столько отсутствие у итальянских живописцев своеобразия, сколько бесконечное повторение одних и тех же приёмов и отсутствие новизны. Живопись в Италии повторяла одни и те же давно установившиеся типы изображений, соблюдала одни и те же условности в рисунке, колорите и технических приемах, пренебрегая наблюдением природы и не давая художникам возможности высказывать их индивидуальное чувство. Под природой тогда понимали не фауну и флору, а природу вещей, то, что заложено в виде возможностей в каждом явлении. Это понимание природы отвечало духу времени, требовавшему новизны, исследований и движения вперёд.
В первых своих иконах Богоматери Чимабуэ является ещё вполне традиционным мастером; но вскоре в его произведениях старинные, традиционные композиции и фигуры стали более оживлёнными, привлекательными и величественными, а краски более свежими, изящными и натуральными. Этого было достаточно для возбуждения в современниках художника восторженного отношения к его работам. Тем не менее Чимабуэ также называют последним крупным живописцем, работавшим в византийском стиле. Это противоречие связано с устойчивыми следами традиции в работах школы Чимабуэ, наряду с одновременными чертами новизны.

## Комментарии
1. Деталь фрески «Триумф Церкви» в Испанской капелле церкви Санта-Мария-Новелла. Ранее атрибутировалась Симоне Мартини, пока в архивах не был найден договор с Андреа Бонайути. Вазари считал, что Чимабуэ изображён справа: «Портрет Чимабуэ можно видеть в капитуле Санта Мариа Новелла, написанным рукой Симоне Сиенца в профиль, в истории Веры; это фигура с худощавым лицом, небольшой бородкой, рыжеватой и остроконечной, и в капюшоне, какой носили в те времена, прекрасно облегающем лицо кругом и шею»[1].
2. ↑  Деталь фрески «Триумф Церкви» в Испанской капелле церкви Санта-Мария-Новелла. Ранее атрибутировалась Симоне Мартини, пока в архивах не был найден договор с Андреа Бонайути. Вазари считал, что Чимабуэ изображён справа: «Портрет Чимабуэ можно видеть в капитуле Санта Мариа Новелла, написанным рукой Симоне Сиенца в профиль, в истории Веры; это фигура с худощавым лицом, небольшой бородкой, рыжеватой и остроконечной, и в капюшоне, какой носили в те времена, прекрасно облегающем лицо кругом и шею»[1].
3. ↑  В некоторых источниках приводится также имя Джованни[6][7].
4. ↑  Приблизительный год рождения вычисляется из слов Вазари: «прожив 60 лет, он отошел в другую жизнь в 1300 году»[1].
5. ↑  Остатки византийских фресок середины XIII века до сих пор сохранились в капелле.
6. ↑  На данный момент  Мадонна Ручеллаи атрибутируется Дуччо.
7. ↑  В настоящее время этот рассказ всеми исследователями считается легендой.
8. ↑  Вазари относит его смерть к 1300 году[1].